# Cainguás (departamento)
| Departamento Cainguás    | Departamento Cainguás                               |
| ------------------------ | --------------------------------------------------- |
| País:                    | Argentina                                           |
| Província:               | Misiones                                            |
| Capital:                 | Campo Grande                                        |
| Superfície:              | 1.558 km²                                           |
| População:               | 47.271 (IDEC - 2001)                                |
| Densidade:               | 29,40 hab/km²                                       |
| Altitude:                |                                                     |
| Localização:             |                                                     |
| Municípios:              | - Aristóbulo del Valle - Dos de Mayo - Campo Grande |
| Web:                     |                                                     |
| Localização na província |                                                     |
| Departamento             |                                                     |

Cainguás é um departamento da Argentina, localizado na província de Misiones.